# Matthew van Tongeren
Matthew van Tongeren (Wageningen, 31 januari 1993) is een Nederlandse basketballer die speelt voor Apollo Amsterdam in de Dutch Basketball League (DBL).

## Carrière
Van origine is Van Tongeren begonnen bij EiffelTowers Den Bosch in de Dutch Basketball League. In het seizoen 2011-2012 kwam hij uit voor zowel de hoofdmacht als het toenmalige U20-team. Dit duurde anderhalf seizoen, want vanwege gebrek aan speelminuten besloot de 2.01 meter lange forward te verhuizen naar toenmalig debutant BC Apollo. In die periode was de huidige hoofdcoach Patrick Faijdherbe assistent-coach.
Na een half jaartje bij Apollo gespeeld te hebben, besloot hij naar Matrixx Magixx te gaan. Echter, daar kreeg hij vaak pech met blessures zodat hij ruim 16 wedstrijden zou missen gedurende dat seizoen.  In de wedstrijden die hij speelde, schoot hij toch nog 50% driepunters raak.
Van Tongeren kon vanwege het terugtrekken van Magixx niet blijven, waardoor hij koos voor zijn maatschappelijke carrière, gecombineerd met basketballen bij Pluto Wageningen. Lang kon Van Tongeren het hoogste niveau niet missen. In het seizoen 2016-2017 maakte hij zijn rentree bij BSW Weert, waarin hij het seizoen daarna sterk ontwikkeld. Nadat hij de eerste maand van de competitie moest missen, was hij daarna in gemiddeld 26 minuten goed voor 11 punten en 4 rebounds, evenals een driepuntspercentage van 33%. Van Tongeren was al vroeg in de zomer van 2018 in de picture bij Apollo. In seizoen 2018-2019 was hij in Amsterdam eveneens goed voor gemiddeld 11 punten en 4 rebounds. Hij bleef ook in seizoen 2019-2020 bij Apollo, maar door een vervelende achillespeesblessure kwam hij vrijwel niet in actie.
Van Tongeren werd in 2016 geselecteerd voor het nationale 3×3-team en won brons tijdens het Europees kampioenschap 3×3-basketbal van 2016.

## Erelijst
- Landskampioen (2012)

## Statistieken
Dutch Basketball League
| Jaar    | Team         | GS | MPW  | 2P%   | 3P%  | VW%  | RPW | APW | SPW | BPW | PPW  |
| ------- | ------------ | -- | ---- | ----- | ---- | ---- | --- | --- | --- | --- | ---- |
| 2011–12 | EiffelTowers | 3  | 6.0  | 1.000 | .000 | .000 | 0.7 | 0.7 | 0.0 | 0.0 | 2.0  |
| 2012–13 | EiffelTowers | 8  | 3.5  | .333  | .000 | .000 | 0.5 | 0.0 | 0.0 | 0.0 | 0.5  |
| 2012–13 | Amsterdam    | 16 | 12.0 | .611  | .278 | .833 | 1.3 | 0.6 | 0.3 | 0.0 | 2.6  |
| 2013–14 | Wijchen      | 20 | 12.2 | .471  | .500 | .500 | 1.6 | 0.6 | 0.5 | 0.0 | 2.8  |
| 2016–17 | BSW          | 27 | 22.6 | .450  | .246 | .695 | 3.7 | 1.2 | 1.0 | 0.2 | 7.5  |
| 2017–18 | Weert        | 24 | 25.9 | .456  | .333 | .739 | 4.2 | 1.2 | 1.4 | 0.2 | 11.4 |
| 2018–19 | Amsterdam    | 34 | 29.3 | .497  | .371 | .783 | 4.1 | 2.0 | 0.7 | 0.2 | 11.1 |